# Шателперон
Шателперон (фр. Châtelperron) насеље је и општина у централној Француској у региону Оверња, у департману Алије која припада префектури Виши.
По подацима из 2011. године у општини је живело 152 становника, а густина насељености је износила 7,31 становника/km². Општина се простире на површини од 20,8 km². Налази се на средњој надморској висини од 253 метара (максималној 352 m, а минималној 234 m).

## Демографија
| 1962. | 1968. | 1975. | 1982. | 1990. | 1999. | 2011. |
| ----- | ----- | ----- | ----- | ----- | ----- | ----- |
| 259   | 287   | 250   | 219   | 189   | 137   | 152   |

График промене броја становника у току последњих година